# James Cartwright
Pour les articles homonymes, voir Cartwright.
Le général James E. « Hoss » Cartwright, né le 22 septembre 1949, est un général américain du Corps des Marines, et a été le 8e vice-président du Comité des chefs d'état-major interarmées américain (Vice Chairman of the Joint Chiefs of Staff) du 31 août 2007 au 3 août 2011. Il était auparavant le commandant de l'U.S. Strategic Command.

## Source
- (en) Cet article est partiellement ou en totalité issu de l’article de Wikipédia en anglais intitulé « James Cartwright » (voir la liste des auteurs).